# 直額絨螯蟹
臺灣扁絨螯蟹（学名：Platyeriocheir formosa），又稱直额绒螯蟹，为扁绒螯蟹属的动物。分布于日本、臺灣以及中国大陆的廣東省等地，生活环境为海水，常生活于淡水中以及在河口处产卵繁殖。因體色青綠，在台灣有「青毛蟹」之俗稱，分布於台灣東部河川，尤以宜蘭南澳最富盛名，花蓮縣豐濱鄉靜浦村的三富溪及秀姑巒溪亦有不少數量，初夏時節為交配季。